# Írország az 1980. évi nyári olimpiai játékokon
Írország a szovjetunióbeli Moszkvában megrendezett 1980. évi nyári olimpiai játékok egyik részt vevő nemzete volt. Az országot az olimpián 11 sportágban 47 sportoló képviselte, akik összesen 2 érmet szereztek. Írország az olimpiai zászló alatt vett részt a játékokon.

## Érmesek
| Érem  | Versenyző                     | Sportág    | Versenyszám     |
| ----- | ----------------------------- | ---------- | --------------- |
| Ezüst | David Wilkins James Wilkinson | Vitorlázás | Repülő hollandi |
| Bronz | Hugh Russell                  | Ökölvívás  | Légsúly         |

## Atlétika
Férfi
| Versenyző      | Versenyszám | Előfutam      | Előfutam      | Előfutam      | Elődöntő | Elődöntő | Elődöntő | Döntő   | Döntő    |
| Versenyző      | Versenyszám | Idő           | Hely.         | Össz.         | Idő      | Hely.    | Össz.    | Idő     | Helyezés |
| -------------- | ----------- | ------------- | ------------- | ------------- | -------- | -------- | -------- | ------- | -------- |
| Ray Flynn      | 1500 m      | 3:41,92       | 6.            | 11.           | kiesett  | kiesett  | kiesett  | kiesett | kiesett  |
| Eamonn Coghlan | 5000 m      | 13:45,39      | 3.            | 16.           | 13:28,79 | 2.       | 2.       | 13:22,8 | 4.       |
| Mick O'Shea    | 5000 m      | 14:02,97      | 10.           | 27.           | kiesett  | kiesett  | kiesett  | kiesett | kiesett  |
| John Treacy    | 5000 m      | 13:44,74      | 4.            | 11.           | 13:40,29 | 4.       | 13.      | 13:23,7 | 7.       |
| John Treacy    | 10 000 m    | nem ért célba | nem ért célba | nem ért célba |          |          |          | kiesett | kiesett  |
| Dick Hooper    | Maraton     |               |               |               |          |          |          | 2:23:53 | 38.      |
| Pat Hooper     | Maraton     |               |               |               |          |          |          | 2:30:28 | 42.      |

| Versenyző | Versenyszám   | Selejtező | Selejtező | Döntő    | Döntő    |
| Versenyző | Versenyszám   | Eredmény  | Helyezés  | Eredmény | Helyezés |
| --------- | ------------- | --------- | --------- | -------- | -------- |
| Seán Egan | Kalapácsvetés | 63,94 m   | 16.       | kiesett  | kiesett  |

## Cselgáncs
| Versenyző        | Versenyszám | Csoport | 32-es főtábla         | Nyolcaddöntő              | Negyeddöntő       | Elődöntő          | Vigaszág negyeddöntő     | Vigaszág elődöntő | Bronz- mérkőzés   | Döntő             | Helyezés |
| Versenyző        | Versenyszám | Csoport | Ellenfél Eredmény     | Ellenfél Eredmény         | Ellenfél Eredmény | Ellenfél Eredmény | Ellenfél Eredmény        | Ellenfél Eredmény | Ellenfél Eredmény | Ellenfél Eredmény | Helyezés |
| ---------------- | ----------- | ------- | --------------------- | ------------------------- | ----------------- | ----------------- | ------------------------ | ----------------- | ----------------- | ----------------- | -------- |
| Alonzo Henderson | Könnyűsúly  | A       | erőnyerő              | Niokhor Diongue (SEN) · V | kiesett           | kiesett           |                          |                   |                   |                   | 12.      |
| Dave McManus     | Váltósúly   | A       | Juan Ferrer (CUB) · V |                           |                   |                   | Slavko Sikirić (YUG) · V | kiesett           | kiesett           |                   | 9.       |

## Evezés
Férfi
| Versenyző                                                 | Versenyszám              | Előfutam | Előfutam | Vigaszág | Vigaszág | Elődöntő | Elődöntő | Döntő   | Döntő   | Döntő   | Helyezés |
| Versenyző                                                 | Versenyszám              | Idő      | Hely.    | Idő      | Hely.    | Idő      | Hely.    | Típus   | Idő     | Hely.   | Helyezés |
| --------------------------------------------------------- | ------------------------ | -------- | -------- | -------- | -------- | -------- | -------- | ------- | ------- | ------- | -------- |
| Pat Gannon Willie Ryan                                    | Kormányos nélküli kettes | 7:35,10  | 3.       | erőnyerő | erőnyerő | 7:02,11  | 5.       | B       | 6:54,60 | 1.      | 7.       |
| Denis Rice Christy O'Brien Liam Williams                  | Kormányos kettes         | 8:13,16  | 5.       | 7:35,65  | 4.       |          |          | kiesett | kiesett | kiesett | 11.      |
| Iain Kennedy Pat McDonagh Ted Ryan Davey Gray Noel Graham | Kormányos négyes         | 7:00,28  | 4.       | 6:56,78  | 5.       |          |          | B       | 6:44,76 | 5.      | 11.      |

Női
| Versenyző     | Versenyszám  | Előfutam | Előfutam | Vigaszág | Vigaszág | Elődöntő | Elődöntő | Döntő | Döntő          | Döntő | Helyezés |
| Versenyző     | Versenyszám  | Idő      | Hely.    | Idő      | Hely.    | Idő      | Hely.    | Típus | Idő            | Hely. | Helyezés |
| ------------- | ------------ | -------- | -------- | -------- | -------- | -------- | -------- | ----- | -------------- | ----- | -------- |
| Frances Cryan | Egypárevezős | 4:12,16  | 4.       | 3:59,17  | 2.       | 3:49,22  | 4.       | B     | verseny nélkül | 1.    | 7.       |

## Íjászat
| Versenyző            | Versenyszám  | 1. forduló | 1. forduló | 2. forduló | 2. forduló | Összesítés | Összesítés |
| Versenyző            | Versenyszám  | Pont       | Hely.      | Pont       | Hely.      | Pont       | Helyezés   |
| -------------------- | ------------ | ---------- | ---------- | ---------- | ---------- | ---------- | ---------- |
| Willie Swords        | Férfi egyéni | 1106       | 32.        | 1106       | 31.        | 2212       | 31.        |
| Jim Conroy           | Férfi egyéni | 1017       | 37.        | 1041       | 37.        | 2058       | 37.        |
| Hazel Greene Pereira | Női egyéni   | 1123       | 16.        | 1106       | 22.        | 2229       | 19.        |

## Kajak-kenu
Férfi
| Versenyző    | Versenyszám        | Előfutam | Előfutam | Előfutam | Vigaszág | Vigaszág | Vigaszág | Elődöntő | Elődöntő | Elődöntő | Döntő   | Döntő    |
| Versenyző    | Versenyszám        | Idő      | Hely.    | Össz.    | Idő      | Hely.    | Össz.    | Idő      | Hely.    | Össz.    | Idő     | Helyezés |
| ------------ | ------------------ | -------- | -------- | -------- | -------- | -------- | -------- | -------- | -------- | -------- | ------- | -------- |
| Declan Burns | Kajak egyes 500 m  | 1:50,08  | 5.       | 14.      | 1:52,28  | 4.       | 8.       | kiesett  | kiesett  | kiesett  | kiesett | kiesett  |
| Ian Pringle  | Kajak egyes 1000 m | 3:53,01  | 5.       | 14.      | 3:53,96  | 5.       | 7.       | kiesett  | kiesett  | kiesett  | kiesett | kiesett  |

## Kerékpározás

### Országúti kerékpározás
Férfi
| Versenyző     | Versenyszám   | Idő              | Helyezés      |
| ------------- | ------------- | ---------------- | ------------- |
| Billy Kerr    | Mezőnyverseny | 5:05:48 (+17:19) | 41.           |
| Stephen Roche | Mezőnyverseny | 5:08:58 (+20:29) | 45.           |
| Tony Lally    | Mezőnyverseny | nem ért célba    | nem ért célba |

## Ökölvívás
| Versenyző      | Versenyszám  | Selejtező         | 32-es főtábla               | Nyolcaddöntő                  | Negyeddöntő                           | Elődöntő                 | Döntő             | Helyezés |
| Versenyző      | Versenyszám  | Ellenfél Eredmény | Ellenfél Eredmény           | Ellenfél Eredmény             | Ellenfél Eredmény                     | Ellenfél Eredmény        | Ellenfél Eredmény | Helyezés |
| -------------- | ------------ | ----------------- | --------------------------- | ----------------------------- | ------------------------------------- | ------------------------ | ----------------- | -------- |
| Gerry Hawkins  | Papírsúly    |                   | erőnyerő                    | Iszmail Musztafov (BUL) · 0:5 | kiesett                               | kiesett                  | kiesett           | 9.       |
| Hugh Russell   | Légsúly      |                   | Samir Khenyab (IRQ) · 5:0   | Emmanuel Mlundwa (TAN) · 5:0  | Cso Rjonsik (Jo Ryon-Sik) (PRK) · 3:2 | Petar Leszov (BUL) · 0:5 | kiesett           |          |
| Phil Sutcliffe | Harmatsúly   | erőnyerő          | Daniel Zaragoza (MEX) · 0:5 | kiesett                       | kiesett                               | kiesett                  | kiesett           | 17.      |
| Barry McGuigan | Pehelysúly   | erőnyerő          | Isaack Mabushi (TAN) · RSC  | Winifred Kabunda (ZAM) · 1:4  | kiesett                               | kiesett                  | kiesett           | 9.       |
| Seán Doyle     | Könnyűsúly   |                   | Nelson Trujillo (VEN) · RSC | Florin Livadaru (ROU) · RSC   | kiesett                               | kiesett                  | kiesett           | 9.       |
| Martin Brerton | Kisváltósúly |                   | José Aguilar (CUB) · RSC    | kiesett                       | kiesett                               | kiesett                  | kiesett           | 17.      |
| P. J. Davitt   | Váltósúly    |                   | Ionel Buduşan (ROU) · 0:5   | kiesett                       | kiesett                               | kiesett                  | kiesett           | 17.      |

RSC – a mérkőzésvezető megállította a mérkőzést

## Öttusa
| Versenyző                                      | Versenyszám | Lovaglás | Lovaglás | Lovaglás | Lovaglás | Vívás    | Vívás | Vívás | Lövészet | Lövészet | Lövészet | Úszás    | Úszás | Úszás | Futás   | Futás | Futás | Összesen    | Összesen |
| Versenyző                                      | Versenyszám | Idő      | Bünt.    | Pont     | Hely.    | Eredmény | Pont  | Hely. | Pontszám | Pont     | Hely.    | Idő      | Pont  | Hely. | Idő     | Pont  | Hely. | Összes pont | Helyezés |
| ---------------------------------------------- | ----------- | -------- | -------- | -------- | -------- | -------- | ----- | ----- | -------- | -------- | -------- | -------- | ----- | ----- | ------- | ----- | ----- | ----------- | -------- |
| Jerome Hartigan                                | Egyéni      | 1:51,7   | 30       | 1070     | 11.      | 10–32    | 506   | 43.   | 191      | 934      | 28.      | 4:05,276 | 912   | 43.   | 13:30,0 | 1135  | 13.   | 4557        | 39.      |
| Sackville Currie                               | Egyéni      | 1:51,2   | 230      | 870      | 43.      | 12–30    | 558   | 40.   | 184      | 780      | 42.      | 3:47,911 | 1052  | 38.   | 13:36,7 | 1117  | 14.   | 4377        | 42.      |
| Mark Hartigan                                  | Egyéni      | 2:17,9   | 216      | 884      | 42.      | 12–30    | 558   | 40.   | 189      | 890      | 33.      | 4:02,223 | 936   | 42.   | 13:44,9 | 1093  | 20.   | 4361        | 43.      |
| Jerome Hartigan Sackville Currie Mark Hartigan | Csapat      |          |          | 2824     | 12.      |          | 1622  | 12.   |          | 2604     | 11.      |          | 2900  | 12.   |         | 3345  | 5.    | 13 295      | 12.      |

## Sportlövészet
Nyílt
| Versenyző       | Versenyszám          | Pont | Helyezés |
| --------------- | -------------------- | ---- | -------- |
| Ken Stanford    | Gyorstüzelő pisztoly | 576  | 33.      |
| Ken Stanford    | Szabadpisztoly       | 545  | 25.      |
| Thomas Hewitt   | Trap                 | 189  | 11.      |
| Albert Thompson | Skeet                | 187  | 32.      |
| Nick Cooney     | Skeet                | 180  | 41.      |

## Úszás
Férfi
| Versenyző        | Versenyszám    | Előfutam | Előfutam | Előfutam | Elődöntő | Elődöntő | Elődöntő | Döntő   | Döntő    |
| Versenyző        | Versenyszám    | Idő      | Hely.    | Össz.    | Idő      | Hely.    | Össz.    | Idő     | Helyezés |
| ---------------- | -------------- | -------- | -------- | -------- | -------- | -------- | -------- | ------- | -------- |
| Kevin Williamson | 200 m gyors    | 1:57,37  | 6.       | 35.      |          |          |          | kiesett | kiesett  |
| Kevin Williamson | 400 m gyors    | 4:09,01  | 5.       | 26.      |          |          |          | kiesett | kiesett  |
| David Cummins    | 200 m hát      | 2:12,45  | 6.       | 22.      |          |          |          | kiesett | kiesett  |
| David Cummins    | 100 m pillangó | 58,90    | 6.       | 26.      | kiesett  | kiesett  | kiesett  | kiesett | kiesett  |
| David Cummins    | 200 m pillangó | 2:06,47  | 6.       | 16.      |          |          |          | kiesett | kiesett  |

Női
| Versenyző       | Versenyszám  | Előfutam | Előfutam | Előfutam | Elődöntő | Elődöntő | Elődöntő | Döntő   | Döntő    |
| Versenyző       | Versenyszám  | Idő      | Hely.    | Össz.    | Idő      | Hely.    | Össz.    | Idő     | Helyezés |
| --------------- | ------------ | -------- | -------- | -------- | -------- | -------- | -------- | ------- | -------- |
| Catherine Bohan | 100 m mell   | 1:16,84  | 6.       | 20.      |          |          |          | kiesett | kiesett  |
| Catherine Bohan | 200 m mell   | 2:43,30  | 5.       | 20.      |          |          |          | kiesett | kiesett  |
| Catherine Bohan | 400 m vegyes | 5:21,82  | 7.       | 15.      |          |          |          | kiesett | kiesett  |

## Vitorlázás
Nyílt
| Versenyző                     | Versenyszám     | Futam | Futam  | Futam | Futam | Futam | Futam | Futam | Pontszám | Helyezés |
| Versenyző                     | Versenyszám     | 1     | 2      | 3     | 4     | 5     | 6     | 7     | Pontszám | Helyezés |
| ----------------------------- | --------------- | ----- | ------ | ----- | ----- | ----- | ----- | ----- | -------- | -------- |
| David Wilkins James Wilkinson | Repülő hollandi | 3,0   | (17,0) | 8,0   | 10,0  | 3,0   | 3,0   | 3,0   | 30,0     |          |